# Pinus koraiensis
Pinus koraiensis (сосна корейська, кедр корейський, сосна кедрова корейська) — вид дерев роду сосна родини соснових.

## Ботанічний опис

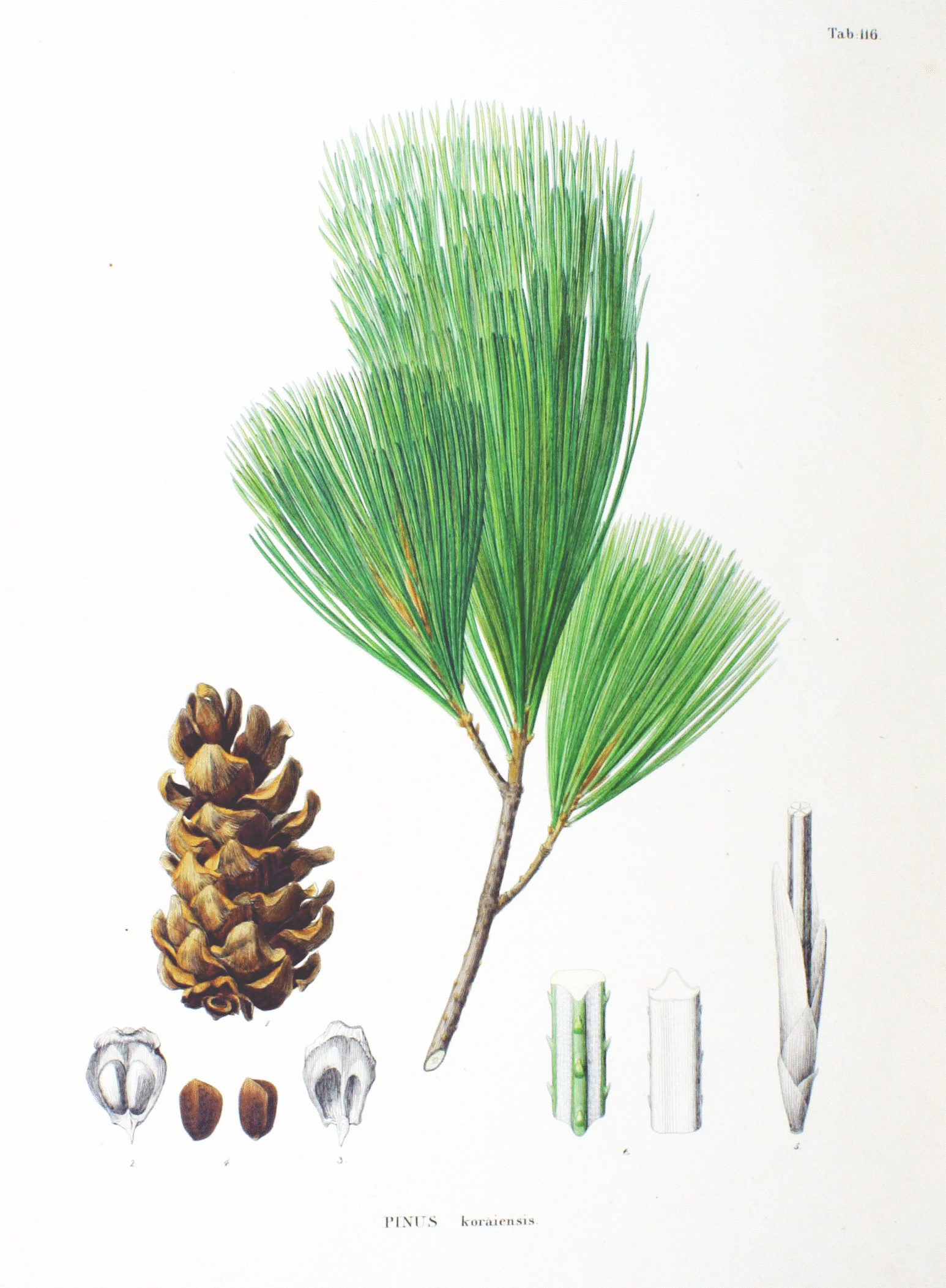
Хвоя сосни корейської та шишка. Ботанічна ілюстрація з книги Flora Japonica Зібольда та Цуккаріні, 1870

Високе дерево до 40–50 метрів заввишки, в діаметрі 1,5–2 метра, обсяг деревини стовбурової частини до 15–17 м³. Кора коричнево-сіра з червонуватим відтінком, лущиться, досить тонка. Крона розвинена, густа, у молодих дерев конусоподібна або округло-яйцеподібна, до старості довгасто-циліндрична або оберненоконічна, у перестійних, найчастіше — багатовершинна. Коренева система характеризується слаборозвиненим стрижневим і численними бічними корінням, залягають у ґрунті не глибше 1 м. Дерева вітростійкі.
Молоді пагони тонкі, густо запушені рудими волосками. Хвоя кедра сизувато-зелена, тригранна, довга (7–20 см) при ширині 1–1,5 мм, з шорстко-зазубреними ребрами. Хвоїнки зібрані в пучки по п'ять голок, на гілках тримаються від 2 до 4 років.
Рослина однодомна. Чоловічі колоски жовті, жіночі шишки червонувато-фіолетові. «Квітне» в травні — початку червня. Шишки дозрівають в кінці серпня — жовтні на наступний рік після «цвітіння», великі, в довжину до 17 см, завширшки — до 8 см і більше, подовжено-яйцеподібні, при дозріванні не розкриваються. Як правило, після дозрівання восени опадають разом з насінням. Кожна шишка містить безліч горішків (насіння кедра), насіння оберненояйцеподібні, довжиною по 14-18 мм при ширині 8-10 мм, з товстою дерев'янистої шкіркою, безкрилі, різної форми і розмірів. В шишці середньої величини від 130 до 150 «горішків». На молодих кедрах шишки і насіння більші, ніж на старих і перестійних. Рясні врожаї насіння спостерігаються раз на 3-4 роки. У природних умовах кедри починають плодоносити з 60-120 років, а в культурах і при хорошій освітленості — з 20–30 років. Доживає зазвичай до 350—400 років, але нерідко зустрічаються 500-літні екземпляри, а іноді і старіші.

## Поширення
Країни зростання: Китай (Хейлунцзян, Цзілінь), Японія (о. Хонсю), Корея, Корейська Народно-Демократична Республіка, Республіка Корея, Росія (Амур, Хабаровськ).
Вона росте на середніх висотах, як правило, 600 метрів (2000 футів) до 900 метрів (3000 футів), та далі на південь, це гора дерева, що росте на висоті 2000 метрів (6600 футів) до 2600 метрів (8500 футів) заввишки в Японії.

## Література

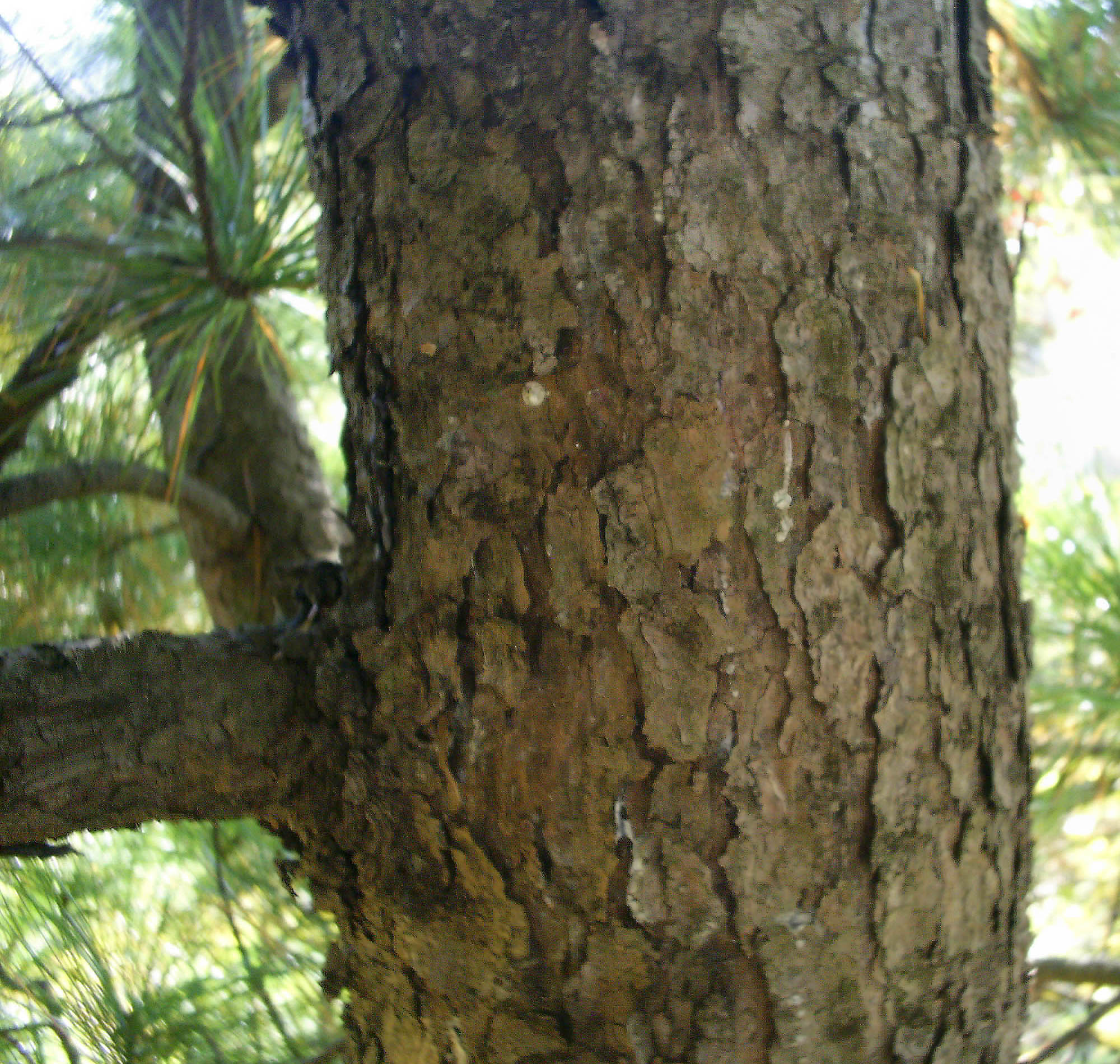
Кора корейського кедра